# Pelagophyceae
Pelagophyceae é uma classe de microalgas marinhas heterocontes que se crê ser o grupo irmão das Dictyochophyceae.

## Descrição
As Pelagophyceae são um pequeno grupo de algas com cerca de 16 espécies, pertencente ao filo Heterokontophyta e aparentado com os silicoflagelados. Formam parte do plâncton marinho e são geralmente microscópicas, ainda que algumas colónias alcancem um tamanho macroscópico.
As células vegetativas são flageladas e por isso móveis. As células individuais apresentam forma cocóide, enquanto as colónias formam massas filamentosas, palmelóides ou sarcinóides. As etapas do ciclo vital destes organismo é desconhecida, com excepção da formação de zoósporos. O grupo compreende duas ordens:
- Pelagomonadales — inclui formas cocóides ou uniflageladas, neste último caso apresentando um único cinetossoma e sem raízes cinetossomiais.
- Sarcinochrysidales — inclui formas sarcinóides, capsoides, filamentosas ou biflageladas com quatro raízes microtubulares cinetossomiais. As células tipicamente apresentam parede celular orgânica. Também inclui Aureoscheda, uma alga recentemente descoberta nas águas ao largo das Bahamas.[4]

Todas as espécies conhecidas são organismos marinhos. Podem ser unicelulares, com morfologia cocóide, flagelada, palmelóide ou filamentosa. Alguns membros (Pelagomonas) pertencem a picoplâncton, e outros (Sarcinochrysis) são organismos macroscópicos que ocorrem agarrados a um substrato sólido.

## Taxonomia e sistemática
Na sua presente circunscrição taxonómica a classe contém 16 espécies repartidas por 13 géneros e 2 ordens (2017):
- Ordem Pelagomonadales
  - Família Pelagomonadaceae
    - Género Aureococcus
    - Género Chrysophaeum
    - Género Pelagococcus
    - Género Pelagomonas
- Ordem Sarcinochrysidales
  - Família Sarcinochrysidaceae
    - Género Andersenia
    - Género Ankylochrysis
    - Género Aureoscheda
    - Género  Aureoumbra
    - Género Chrysocystis
    - Género Chrysonephos
    - Género Chrysoreinhardia
    - Género Nematochrysopsis
    - Género Sarcinochrysis

É expectável de estudos de biologia molecular venham a aumentar esta listagem.